# Yéspola
Yéspola (aragonesisch Yespola) ist ein spanischer Ort in der Provinz Huesca der Autonomen Gemeinschaft Aragonien. Yéspola, im Pyrenäenvorland liegend, gehört zur Gemeinde Sabiñánigo. Der Ort hatte im Jahr 2015 drei Einwohner.

## Geographie
Der Ort liegt etwa 26 Straßenkilometer südöstlich von Sabiñánigo und ist über die A1604 zu erreichen. 

## Geschichte
Yéspola wurde im Jahr 1030 erstmals urkundlich erwähnt.

## Sehenswürdigkeiten
- Interessante Steinhäuser aus dem 17. bis 19. Jahrhundert
- Pfarrkirche in ruinösem Zustand